# Загори

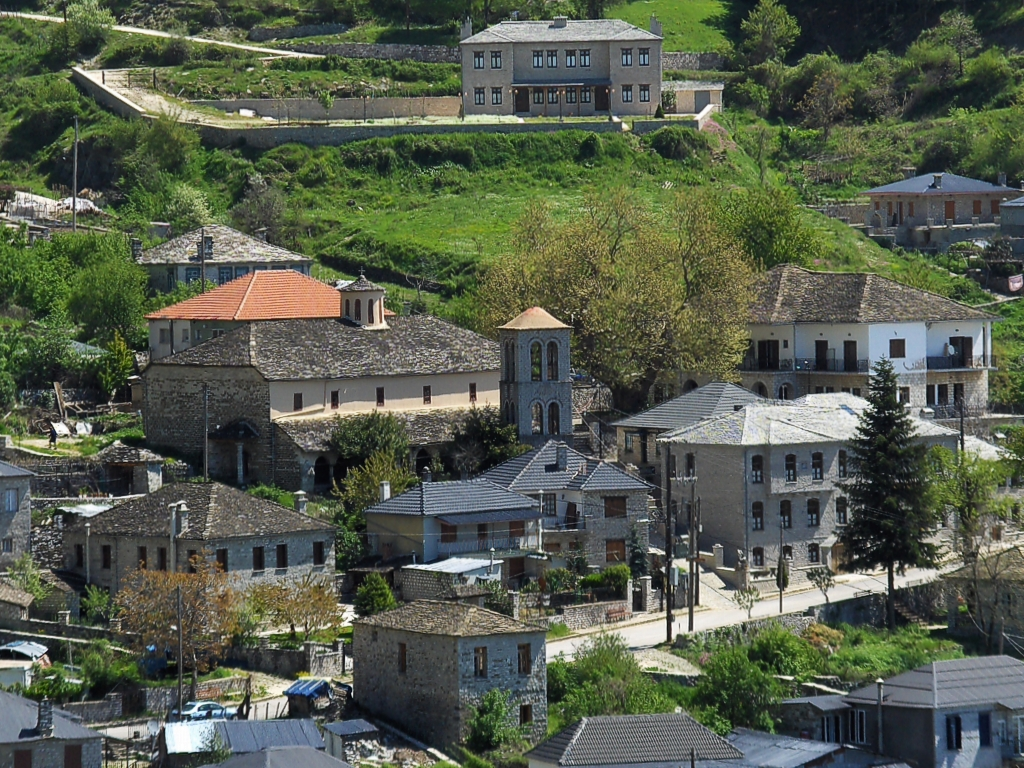
Скамнелион

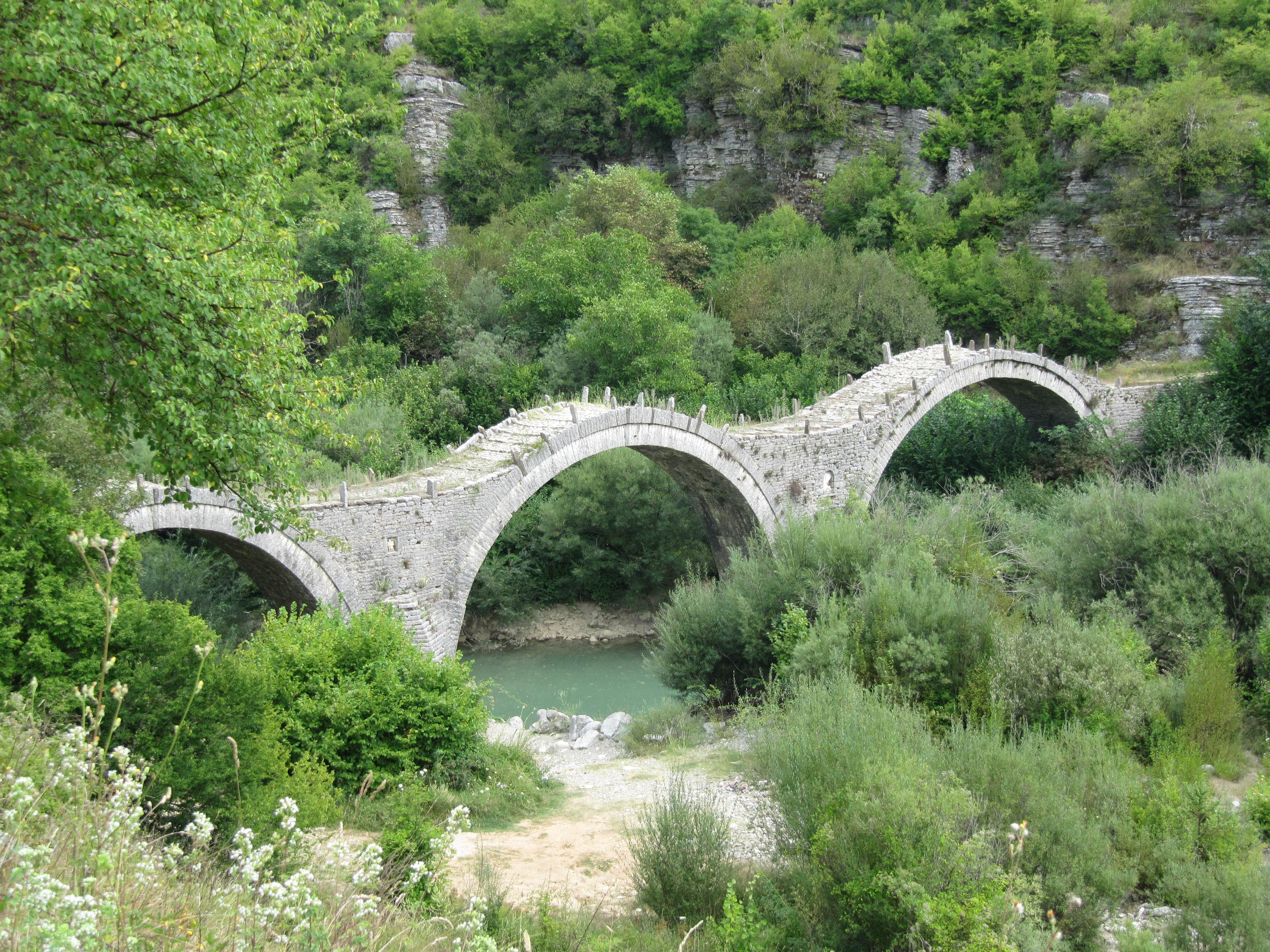
Старый мост возле Кипи в Загори

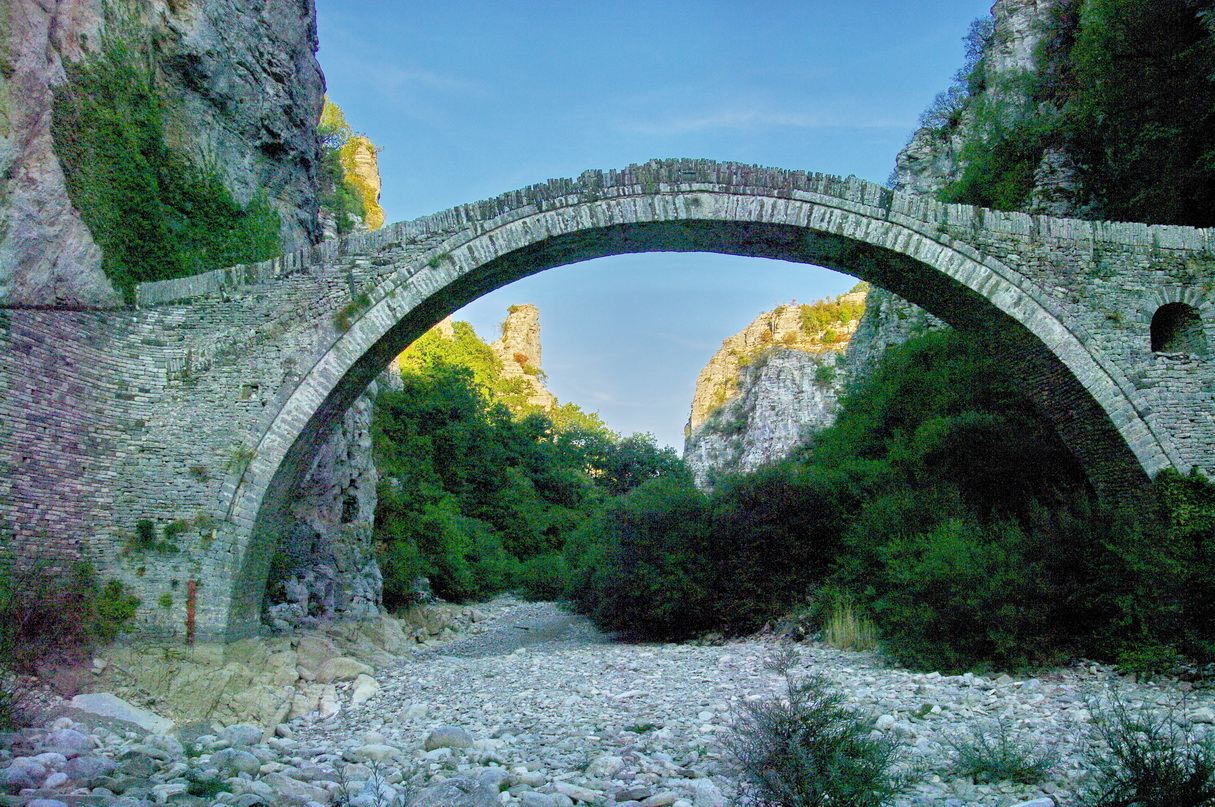
Старый мост в ущелье Викос

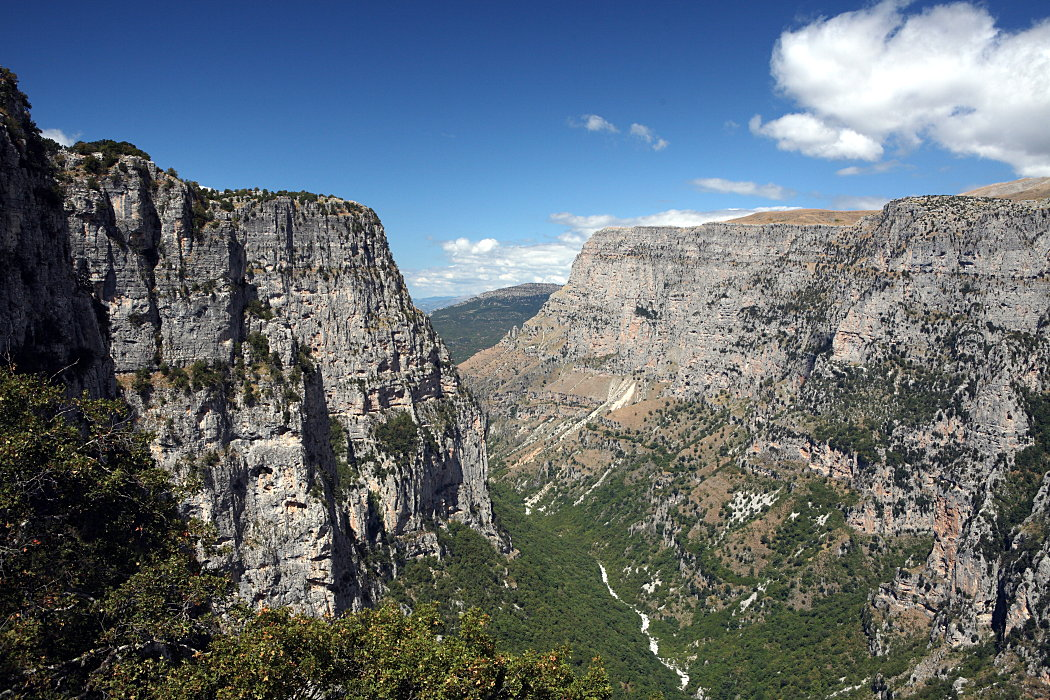
Ущелье Викос

Заго́ри (греч. Ζαγόρι ή Ζαγοροχώρια) — историческая область в Эпире, к северо-востоку от Янины. Расположена между горами Мицикели (1810 м) и Тимфи (Гамилой, 2497 м) в долине Аооса (Вьосы) и гористой области Мецовона. 47 деревень, которые составляют Загорохорию, процветали в период османского владычества. Позже были федерацией с особыми привилегиями и домом для многих личностей современной Греции.
Гористая область исключительной природной красоты с большим количеством лесов, пересекается речками (Войдоматис, Загоритикос, Ζαγορίτικος, Вардас, Βάρδας), которые образуют глубокие овраги (в этой области лежит ущелье Викос) и небольшие долины, чередующиеся с горами Клефтис (Κλέφτης, 1890 м), Кукурудзос (Κουκουρούτζος, 1785 м), Цука-Роса (Τσούκα Ρόσσα, 1987 м) и другими. Область делится на восточную Загори, менее гористую, центральную и западную. 
Наиболее важными в Загорохории являются следующие деревни: Ано-Педина, Аристи, Аспрангели, Викос, Вица, Врадетон, Врисохорион, Гревенитион, Дикорифон, Дилофон, Дипотамон, Элати, Элатохорион, Илиохорион, Калутас, Кастанон, Капесовон, Кипи, Кукулион, Лаиста, Лептокарья, Макринон, Манасис, Монодендрион, Негадес, Долиани, Папингон, Скамнелион, Тристенон, Цепеловон и Франгадес. Живописные деревни разбросаны на склонах гор, в местах, защищенных от ветра, но построены безо всякой системы, совершенно в гармонии с окружающей средой. Дома сложены из камня, который имеется в изобилии в области, богато отделанные внутри, в основном деревом. Замкнутая жизнь и концентрация всех частей дома в одних стенах придаёт фасадам некоторых домов характер укреплений (преимущественно башнеобразный).
Загори является областью с великолепной природой, покрытой растительностью в центральной и восточной части. Здесь находится ущелье Викос и национальный парк «Викос-Аоос». Одна из самых известных рек в Загорохории — Войдоматис, впадающая в Аоос близ Папингона. Истоки Войдоматиса находятся на южных склонах Тимфи.

## История
Остатки циклопических стен и руины поселений, которые разбросаны в области, показывают, что Загори была заселена с древних времен. Из древних племён здесь обитали паранеи, парореи и тимфеи. Обитаема область была и в византийский период. Турки заняли область в конце XV века. С этого времени начинается история Загори. Труднодоступная гористая область, как и другие подобные области давала безопасное убежище людям, которые жили на равнине и хотели скрыться от турок, так как последние не могли контролировать изолированные гористые области. Бесплодная земля, однако, вынуждала жителей уезжать из страны (некоторые местные народные песни рассказывают о разлуке и изгнании). Некоторые иммигранты (преимущественно в России и Румынии) добились власти и богатства и поддерживали связь с интеллектуалами и деятелями культуры Европы. Поэтому, когда они вернулись на свою родину, они принесли европейскую культуру и веяния, что привело к расцвету Загори. С 1681 по 1684 годы в Загори сформировалась федерация, которая просуществала в течение почти двух столетий с важными привилегиями. Так, например, был запрещён вход туркам в область. Жители не решали свои разногласия в турецком суде и свободно практиковали свою религию. Председатель федерации, который избрался каждый год или каждые шесть месяцев, находился в Янине. Привилегии Загори были ограничены после смерти Али-паши Тепеленского и 1868 году были полностью упразднены. 
Автономия, самоуправление, богатство и европейская культура Загори способствовали политическому, экономическому и духовному процветанию. В Кукулионе и Монодендрионе работал учителем Анастасиос Сакелариос (Αναστάσιος Σακελλάριος, 1799—1865), ученик Афанасиоса Псалидаса, братья Ризарис основали первую школу для девочек в Монодендрионе и братья Пасхалис (Κωνσταντίνος και Παύλος Πασχάλης) открыли школу в Капесовоне. Свидетельства прошлого процветания представлены сегодня в Загорохории преимущественно зданиями.